# Sveti Longin
Sveti Longin (lat. Longinus) bio je rimski vojnik, koji je prema biblijskoj predaji probio Isusu bok, obratio se i prešao na kršćanstvo.
Papa Inocent VI. ga je 1340. godine proglasio svetcem Katoličke Crkve. 

## Životopis
Sveti Longin rođen je u Maloj Aziji. Kao rimski vojnik dobio je naredbu, da probije Isusu bok.  Njegove bolesne oči ozdravila je Krv Kristova, obratio se i prešao na Kršćanstvo.
U metalnu kutiju je stavio zemlju natopljenu Krvi Kristovom, koju je zbog progona pokopao kod Mantove, a njemu su u Cezariji Kapadocijskoj odrubili glavu.
Njegovi posmrtni ostaci pokopani su u Bazilici Sv. Andrije u Mantovi.

## Štovanje
Hagigografski fragmenti o sv. Longinu pisani beneventanom iz 11.–13. st. pronađeni u Dubrovniku upućuju na njegovo štovanje u tomu kraju, kao i oltarna pala nepoznata autora iz 17. st. Sveti Gaudencije i sveti Longin u župnoj crkvi sv. Antuna Opata u Velomu Lošinju.